# كيب يونغ
كيب يونغ (بالإنجليزية: Kip Young)‏ هو لاعب كرة قاعدة أمريكي، ولد في 29 أكتوبر 1954 في جورجتاون في الولايات المتحدة.

## وصلات خارجية
- كيب يونغ على موقعبيزبول رفرنس.كوم (الدوري الرئيسي) (الإنجليزية)
- كيب يونغ على موقعبيزبول رفرنس.كوم (الدوري الثانوي) (الإنجليزية)